# Венецуела на Светском првенству у атлетици у дворани 2016.
Венецуела је на 16. Светском првенству у атлетици у дворани 2016. одржаном у Портланду од 17. до 20. марта учествовала пети пут. Репрезентацију Венецуеле представљала су 2 атлетичара (1 мушкарац и 1 жена), који су се такмичили у 2 дисциплине (1 мушка и 1 женска).,
На овом првенству Венецуеле је са 1 златном медаљом делила 10. место.. У табели успешности према броју и пласману такмичара који су учествовали у финалним такмичењима (првих 8 такмичара) Венецуела је са 1 учесником у финалу делила 26. место са 8 бодова.
| Плас. | Земља     | 1. место | 2. место | 3. место | 4. место | 5. место | 6. место | 7. место | 8. место | Бр. финал. | Бод. |
| ----- | --------- | -------- | -------- | -------- | -------- | -------- | -------- | -------- | -------- | ---------- | ---- |
| =26.  | Венецуела | 1        | 0        | 0        | 0        | 0        | 0        | 0        | 0        | 1          | 8    |

## Учесници
| Мушкарци: - Алберт Браво — 400 м | Жене: - Јулимар Рохас — Троскок |  |

## Резултати

### Мушкарци
| Атлетичар    | Дисциплина | Лични рекорд | Квалификације | Квалификације | Полуфинале           | Полуфинале           | Финале               | Финале       | Детаљи                                  |
| Атлетичар    | Дисциплина | Лични рекорд | Резултат      | Место         | Резултат             | Место                | Резултат             | Место        | Детаљи                                  |
| ------------ | ---------- | ------------ | ------------- | ------------- | -------------------- | -------------------- | -------------------- | ------------ | --------------------------------------- |
| Алберт Браво | 400 м      |              | 47,63 ЛР      | 5. у гр. 3    | Није се квалификовао | Није се квалификовао | Није се квалификовао | 21 / 27 (28) | Архивирано на веб-сајту (26. март 2016) |

### Жене
| Атлетичарка   | Дисциплина | Лични рекорд | Квалификација | Квалификација | Финале   | Финале | Детаљи |
| Атлетичарка   | Дисциплина | Лични рекорд | Резултат      | Место         | Резултат | Место  | Детаљи |
| ------------- | ---------- | ------------ | ------------- | ------------- | -------- | ------ | ------ |
| Јулимар Рохас | Троскок    | 14,69 НР     |               |               | 14,41    |        |        |